# Organisations internationales siégeant en France
Les organisations internationales, c'est-à-dire les organisations créées par un accord intergouvernemental, dotées de la personnalité juridique dans l'espace international, dont le siège est situé en France, sont les suivantes :

## Organisations mondiales
| Dénomination longue                                                       | Dénomination courte (sigle, acronyme, …) | Siège                                        |
| ------------------------------------------------------------------------- | ---------------------------------------- | -------------------------------------------- |
| Organisation des Nations unies pour l'éducation, la science et la culture | UNESCO                                   | Paris, maison de l'Unesco, place de Fontenoy |
| Organisation internationale de police criminelle                          | Interpol                                 | Lyon, quai Charles-de-Gaulle                 |
| Centre international de recherche sur le cancer                           | CIRC                                     | Lyon, avenue Tony-Garnier                    |
| Centre international de formation des acteurs locaux                      | CIFAL                                    | Lyon, place des Archives                     |
| Commission internationale de l'état civil                                 | CIEC                                     | Strasbourg, place Arnold                     |
| Organisation de coopération et de développement économiques               | OCDE                                     | Paris, Château de la Muette                  |
| Organisation internationale de la francophonie                            | OIF                                      | Paris, avenue Bosquet                        |
| Organisation mondiale de la santé animale                                 | OIE                                      | Paris, rue de Prony                          |
| Organisation européenne et méditerranéenne pour la protection des plantes | OEPP / EPPO                              | Paris, boulevard Richard-Lenoir              |
| Organisation internationale de la vigne et du vin                         | OIV                                      | Dijon, rue Monge                             |
| Bureau international des poids et mesures                                 | BIPM                                     | Saint-Cloud, Pavillon de Breteuil            |
| Organisation internationale de métrologie légale                          | OIML                                     | Paris, rue Turgot                            |
| Bureau international des expositions                                      | BIE                                      | Paris, avenue d'Iéna                         |
| Réacteur thermonucléaire expérimental international                       | ITER Organization                        | Saint-Paul-lez-Durance                       |

## Organisations européennes
| Dénomination longue                                                | Dénomination courte (sigle, acronyme, …) | Siège             |
| ------------------------------------------------------------------ | ---------------------------------------- | ----------------- |
| Parlement européen                                                 | PE                                       | Strasbourg        |
| Médiateur européen                                                 |                                          | Strasbourg        |
| Office communautaire des variétés végétales                        | OCVV                                     | Angers            |
| Agence ferroviaire européenne                                      | AFE                                      | Valenciennes      |
| Institut d'études de sécurité de l'Union européenne                | IESUE                                    | Paris             |
| Conseil de l'Europe                                                | CE                                       | Strasbourg        |
| Banque de développement du Conseil de l'Europe                     | CEB                                      | Paris             |
| Cour européenne des droits de l'homme                              | CEDH                                     | Strasbourg        |
| Direction européenne de la qualité du médicament et soins de santé | EDQM                                     | Strasbourg        |
| Eurimages                                                          |                                          | Strasbourg        |
| Observatoire européen de l'audiovisuel                             | OEA                                      | Strasbourg        |
| Corps européen                                                     | Eurocorps                                | Strasbourg        |
| Conférence européenne de l'aviation civile                         | CEAC                                     | Neuilly-sur-Seine |
| Système d'information Schengen                                     | SIS                                      | Strasbourg        |
| Commission centrale pour la navigation du Rhin                     | CCNR                                     | Strasbourg        |
| Autorité européenne des marchés financiers                         | AEMF                                     | Paris             |
| Agence spatiale européenne                                         | ASE                                      | Paris             |